# Aristolochia pilosa
Aristolochia pilosa är en piprankeväxtart som beskrevs av Carl Sigismund Kunth. Aristolochia pilosa ingår i släktet piprankor, och familjen piprankeväxter. Inga underarter finns listade i Catalogue of Life.